# Gladde zwartschild
De gladde zwartschild (Pterostichus diligens) is een keversoort uit de familie van de loopkevers (Carabidae). De wetenschappelijke naam van de soort werd in 1824 gepubliceerd door Jacob Sturm.
Deze soort is vooral nachtactief en komt in België voor in natte heidegebieden.